# Holoaden bradei
Holoaden bradei es una especie de anfibio anuro de la familia Craugastoridae. Es  endémica de Brasil. Se encuentra amenazada de extinción por la pérdida de su hábitat natural.